# Canthidium perceptibile
Canthidium perceptibile är en skalbaggsart som beskrevs av Henry Fuller Howden och Young 1981. Canthidium perceptibile ingår i släktet Canthidium och familjen bladhorningar. Inga underarter finns listade.